# 2757 Crisser
A 2757 Crisser (ideiglenes jelöléssel 1977 VN) a Naprendszer kisbolygóövében található aszteroida. S. Barros fedezte fel 1977. november 11-én.